# استونوال (لوئیزیانا)
استونوال (به انگلیسی: Stonewall) شهری در ایالت لوئیزیانا کشور ایالات متحده آمریکا است که جمعیت آن در سرشماری سال ۲۰۱۰ میلادی، ۱٬۸۱۴ نفر بوده‌است.